# Bybit
Bybit – giełda kryptowalut założona w 2018 roku z siedzibą ulokowaną w Dubaju w Zjednoczonych Emiratach Arabskich. Jest drugą co do wielkości giełdą ze świata kryptowalut tuż po Binance. W lutym 2025 roku giełda była ofiarą największego w historii ataku hakerskiego w świecie kryptowalut tracąc aktywa o wartości ponad 1,4 miliarda dolarów. Skutkiem ataku był spadek kursów wielu czołowych kryptowalut, odpływ ogromnego kapitału i czasową utratą zaufania inwestorów do cyfrowych aktywów.